# Serrat del Bepo
El Serrat del Bepo és una muntanya de 491 metres que es troba al municipi de les Avellanes i Santa Linya, a la comarca catalana de la Noguera.